# تين جبلي
تين جبلي (الاسم العلمي:Ficus montana) هو نوع من النباتات يتبع جنس التين من الفصيلة التوتية.